# 劉義宗
劉 義宗（りゅう ぎそう、? - 444年）は、南朝宋の皇族。新渝恵侯。字は伯奴。劉裕の甥にあたる。

## 経歴
劉道憐の子として生まれた。新渝県男の爵位を受けた。永初元年（420年）、爵位は侯に進んだ。黄門侍郎・太子左衛率を歴任した。元嘉8年（431年）、門生の杜徳霊が人を殴打した事件があり、劉義宗はこれを隠蔽した罪に問われて免官された。後に侍中・太子詹事となった。元嘉21年（444年）正月、散騎常侍・征虜将軍・南兗州刺史に任じられた。同年さらに死去した。散騎常侍・平北将軍の位を追贈された。諡は恵侯といった。

## 子女
- 劉玠（? - 453年、新渝懐侯、琅邪郡太守・秦郡太守、劉劭に殺害された）
- 劉秉
- 劉謨
- 劉遐（? - 477年、字は彦道、奉朝請・員外散騎侍郎、嫡母の殷氏の養女の雲敷と私通し、これに反対した殷氏を毒殺した疑いで始安郡に流された、明帝のときに黄門侍郎・都官尚書・呉郡太守を歴任した、謀反の罪で斉王蕭道成に殺害された）

## 伝記資料
- 『宋書』巻51 列伝第11
- 『南史』巻13 列伝第3